# Tetramorium infraspinum
Tetramorium infraspinum är en myrart som beskrevs av Auguste-Henri Forel 1905. Tetramorium infraspinum ingår i släktet Tetramorium och familjen myror. Inga underarter finns listade i Catalogue of Life.